# Centro Universitario de Música Fermatta
El Centro Universitario de Música Fermatta, es una universidad especializada en educación musical profesional en Latinoamérica. Fundada en 1993, cuenta con sedes en la Ciudad de México, México, Guadalajara, Jalisco, Monterrey, Nuevo León, Querétaro, Querétaro y Puebla, México.
El Centro Universitario de Música Fermatta es miembro fundador de la Asociación Internacional de Colegios y Universidades de Música y fue la primera institución de educación musical a nivel profesional en ser avalada por la Secretaría de Educación Pública en México.

## Historia
El Centro Universitario de Música Fermatta fue fundado a principios de la década de los noventa del siglo XX con la finalidad de cubrir un espacio formativo que las escuelas de instrucción musical tradicionales no proporcionaban. Fermatta se ha especializado desde entonces en formar profesionales que puedan incorporarse a la industria de la música y el entretenimiento, ampliando el rango de oportunidades laborales para sus estudiantes en el entorno nacional e internacional. 
Desde sus primeros años, la escuela se ha preocupado por brindar a sus alumnos los conocimientos y habilidades que se requieren para lograr un desempeño destacado en diferentes ámbitos profesionales, desde la composición y la ejecución en proyectos artísticos innovadores, hasta la gestión de negocios relacionados con los medios y el entretenimiento. De esta forma, los programas de estudio que se han desarrollado, se concentran en los aspectos preponderantes que demanda la industria, sin descuidar los fundamentos básicos de una formación musical integral.
Como pionera en la enseñanza de la música contemporánea, uno de los primeros reconocimientos que recibió Fermatta fue la certificación que otorga la Secretaría de Educación Pública del gobierno mexicano. Este reconocimiento oficial la convirtió en la primera escuela capacitada para brindar estudios de grado en las áreas de composición, ejecución e ingeniería con orientación a la música contemporánea, colocándose a la altura de institutos educativos internacionales que reconocen la importancia que tiene la vinculación educativa con los ámbitos laborales.
Durante la primera década del presente siglo, el prestigio de la universidad se extendió a lo largo de la región latinoamericana gracias a la exposición y el éxito comercial de sus egresados. En conjunto, los graduados de esta institución han sido reconocidos con cientos de premios internacionales como los Grammy, los Oscars y los que otorga el Festival de Cannes.
En 2013, durante el vigésimo aniversario de la universidad, se consolidó el proyecto educativo y el reconocimiento internacional a la labor formativa de la institución. En mayo de ese mismo año, se estableció en Londres, Inglaterra la Asociación Internacional de Facultades y Universidades de Música, organismo al que pertenece desde entonces el Centro Universitario de Música Fermatta. El objetivo de esta asociación es impulsar la comprensión de la importancia de la diversidad cultural en las artes y, sobre todo, en la educación musical.

## Oferta Educativa
El Centro Universitario de Música Fermatta ofrece una variedad de programas académicos que incluyen:

### Programas de licenciatura de cuatro años
- Licenciatura en Ingeniería en Audio y Producción Musical de Música Contemporánea
- Licenciatura en Composición
- Licenciatura en Ejecución

### Programas de maestría de dos años
- Maestría en Diseño de Audio para Cine
- Maestría en Negocios del EntretenimientoAula especializada de Fermatta

Aula especializada de Fermatta

## Campus
El Centro Universitario de Música Fermatta opera varios campus en diferentes ciudades de México. Estos campus incluyen:
- Campus Ciudad de México: Ubicado en Tabacalera, Delegación Cuauhtémoc, Ciudad de México.
- Campus Guadalajara: Ubicado en Guadalajara Centro, Guadalajara, Jalisco, México.
- Campus Monterrey: Se encuentra en el Centro de Monterrey, Nuevo León, México.
- Campus Querétaro: Ubicado en la Colonia El Retablo, Santiago de Querétaro, Querétaro, México.
- Campus Puebla: Ubicado en Reforma Sur, Puebla, Puebla, México.

## Graduados
A lo largo de su historia, El Centro Universitario de Música Fermatta ha producido una lista notable de graduados que han hecho contribuciones a la industria de la música. Los graduados de Fermatta han logrado el éxito en varios campos, que incluyen interpretación, composición, tecnología musical y negocios del entretenimiento. Estos logros sirven como testimonio de la reputación de excelencia de Fermatta. Algunos de ellos son Enjambre, Ximena Sariñana, Pablo Hurtado o Natalia Lafourcade. 

## Logros notables
El Centro Universitario de Música Fermatta ha servido como la institución educativa elegida por numerosas personas de renombre en la industria de la música y el entretenimiento hispano, incluidos músicos, compositores, productores, ejecutivos e ingenieros.
El Centro Universitario de Música Fermatta, que actualmente cumple 30 años, ha producido un grupo de profesionales de la música que han alcanzado el éxito en América Latina. Entre estos graduados se encuentran varios licenciados de la música que han obtenido numerosos elogios, incluidos más de 80 premios Grammy, premios Grammy latinos, premios Oscar y premios del Festival de Cine de Cannes.